# Notonemoura hendersoni
Notonemoura hendersoni is een steenvlieg uit de familie Notonemouridae. De wetenschappelijke naam van de soort is voor het eerst geldig gepubliceerd in 2000 door McLellan.